# Aetea truncata
Aetea truncata is een mosdiertjessoort uit de familie van de Aeteidae. De wetenschappelijke naam van de soort is, als Anguinaria truncata, voor het eerst geldig gepubliceerd in 1852 door Landsborough.